# Sälman
Sälman (franska: Bibifoc) är en animerad TV-serie från 1985. Den skapades av BZZ i Paris och sändes först på franska innan den dubbades till andra språk.  I USA sändes den i HBO, med start 1987.  Totalt fanns 26 avsnitt.
Signaturmelodin skrevs av Marc Tortarolo, Philippe Marin stod för design medan Jacques Morel och Eric Turlot stod för historierna.

## Handling
Serien handlade om pojken Tommy, Inuitflickan Aura, och deras "husdjur", whitecoatsälen Sälman.  Då Sälmans föräldrar dödats av jägare, slår de tre sig samman.  På sina äventyr stöter de på andra jägare, samt tjuvjägare (inklusive en skurk vid namn "Graphite" och Tommys farbror "Smoky") och räddar diverse djur. 
Serien producerades av  Mill Valley Animation, som skrev kontrakt med Sepp, SA International i Bryssel, som också producerade serier som Smurfarna, Snorks och Foofur. Jerry Smith, ägare till Mill Valley Animation och som också låg bakom serier från Hanna-Barbera, Ruby Spears och DIC Animation. Regissör för var Dirk Braat från Amsterdam och Ron Knight, från Knight Mediacom.

### Fotnoter
1. ↑  Bibifoc, Planète Jeunesse (på franska), läs online.[källa från Wikidata]